# James Chapman (Afrikaforscher)
James Chapman (* 27. Dezember 1831 in Kapstadt; † 4. Februar 1872 in Du Toits Pan, Südafrika) war ein englischer Afrikaforscher.
Chapman kam um 1840 nach Natal, von wo aus er Handels- und Jagdreisen ins Landesinnere (Südafrikanische Republik und die Betschuanenländer) unternahm. Mehrmals besuchte er den Ngamisee, wo er die großen Salzpfannen entdeckte, in denen sich dessen Abfluss, der Suga, verliert. 1855 ging er von dort aus zur Walfischbucht. 1860 unternahm er eine Expedition zu den Victoriafällen. Von dort aus wollte er über den Sambesi den Indischen Ozean erreichen. Das eigens dafür gebaute Fahrzeug verunglückte jedoch und Chapman kehrte 1863 wieder zur Walfischbai zurück.
Chapman’s Baobab wurde nach ihm benannt, ein bedeutender alter Afrikanischer Affenbrotbaum in Botswana.

## Werke
- Travels in the interior of South Africa. 2 Bde. London (1868)